# Aloe thorncroftii
Aloe thorncroftii ist eine Pflanzenart der Gattung der Aloen in der Unterfamilie der Affodillgewächse (Asphodeloideae). Das Artepitheton thorncroftii ehrt den Gärtner und Pflanzensammler George Thorncroft (1874–1934), der die Pflanzen als Erster sammelte.

## Beschreibung

### Vegetative Merkmale
Aloe thorncroftii wächst stammlos oder gelegentlich kurz stammbildend und ist einfach. Die etwa 25 bis 30 lanzettlichen Laubblätter bilden eine Rosette. Die trüb graugrüne, zur Spitze rötlich grüne, undeutlich linierte Blattspreite ist bis zu 40 Zentimeter lang und 10 bis 14 Zentimeter breit. Die Blattoberfläche ist rau. Die stechenden, rötlich braunen Zähne am Blattrand sind 3 bis 4 Millimeter lang und stehen 8 bis 12 Millimeter voneinander entfernt.

### Blütenstände und Blüten
Der einfache, selten verzweigte Blütenstand erreicht eine Länge von bis zu 100 Zentimeter. Die lockeren, zylindrisch spitz zulaufenden Trauben sind 40 bis 50 Zentimeter lang. Die lanzettlich-eiförmigen, dicken und fleischigen Brakteen weisen eine Länge von 20 Millimeter auf und sind 15 Millimeter breit. Sie sind im Knospenstadium dicht ziegelförmig angeordnet. Die trüb rosaroten bis scharlachroten, hell bläulich grau bereiften Blüten stehen an 20 Millimeter langen Blütenstielen. Sie sind bis zu 55 Millimeter lang und an ihrer Basis kurz verschmälert. Oberhalb des Fruchtknotens sind die Blüten leicht erweitert und schließlich zur Mündung leicht verengt. Ihre äußeren Perigonblätter sind auf einer Länge von 20 Millimetern nicht miteinander verwachsen. Die Staubblätter und der Griffel ragen kaum aus der Blüte heraus.

## Systematik und Verbreitung
Aloe thorncroftii ist in der südafrikanischen Provinz Mpumalanga zwischen Felsen auf Berghängen in Höhen von 1400 bis 1500 Metern verbreitet.
Die Erstbeschreibung durch Illtyd Buller Pole-Evans wurde 1917 veröffentlicht.

## Nachweise